# Западный Обань
За́падный Оба́нь (фр. Aubagne-Ouest) — кантон во Франции, находится в регионе Прованс — Альпы — Лазурный Берег, департамент Буш-дю-Рон. Входит в состав округа Марсель.
Код INSEE кантона — 1305. Всего в кантон Западный Обань входит 2 коммуны, из них главной коммуной является Обань.
Население кантона на 2008 год составляло 42 519 человек.

## Коммуны кантона
| Коммуна         | Население, чел. (1999) | Почтовый индекс | Код INSEE |
| --------------- | ---------------------- | --------------- | --------- |
| Ла-Пен-сюр-Ювон | 6005                   | 13821           | 13070     |
| Обань           | 33 816                 | 13400           | 13005     |